# Renshen Guniang
Renshen Guniang (xinès simplificat: 人参姑娘, pinyin: Rénshēn Gūniáng, literalment 'la xica del Ginsheng') és una pel·lícula d'animació amb titelles xinesa, produïda per l'estudi de cinema de Changchun, dirigida per Rong Lei i estrenada el 1961. Fou la tercera i última de les pel·lícules d'animació produïdes per l'estudi des de la creació de l'estudi d'animació de Shanghai, i fins al 1985, quan es reobre oficialment la secció d'animació.